# Leonora Dori

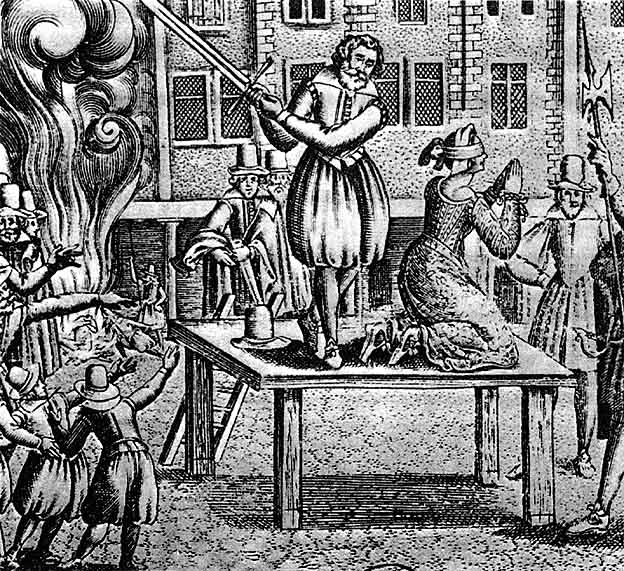
Ejecución de Leonora Galigaï, grabado del.

Leonora Dori (o Dosi; Florencia 19 de mayo de 1571-París, 8 de julio de 1617), llamada Galigaï, mariscala de Ancre. Marquesa de Ancre y condesa de la Penna, fue hermana de leche de María de Médici, reina de Francia, sobre la cual ejerció una gran influencia.

## Vida pública
Fue una de las mujeres más poderosas de Francia, consiguió que la reina madre de Luis XIII ascendiera a su marido Concino Concini a la dignidad de Mariscal de Francia: el mariscal de Ancre. 
Caprichosa y codiciosa, según sus detractores, padecía de epilepsia que la medicina de la época no sabía cómo tratar, Leonora Galigaï primero se interesó por el exorcismo y después por las diversas prácticas de brujería.
De origen modesto, se constituyó una colosal fortuna que el embajador veneciano estimó, en 1617, a quince millones de libras, lo que equivalía a las tres cuartas partes del presupuesto anual del reino.
Fue implicada en la caída de su marido. En 1617 fue acusada de brujería y decapitada, su cuerpo fue quemado en la Place de Grève. Sus jueces le preguntaron cuál era su poder de seducción con el que pudo dominar el espíritu de María de Médici: «mi poder de seducción —respondió ella— reside en el de las almas fuertes frente a los espíritus débiles».